# 문법 번역식 교수법
문법 번역식 교수법(grammar translation method)은 외국어로 된 정보를 해당 언어의 유창성에 관계 없이 받아들일 목적에서 번역(해석)을 방법으로 하여 언어를 배우는 교수법이다.
이 언어 교수법은 말하기, 듣기 위주의 직접식 교수법과 달리 말의 유창성보다는 문법 규칙의 정확성을 강조한다. 또 언어 학습이 문장 단위로 이루어진다. 이 언어 교수법은 흔히 독해라고 불린다.

## 배경
문법 번역식 교수법은 중세 유럽에서 라틴어나 고전 그리스어를 가르치기 위한 고전적 교수법(classical method)으로부터 비롯하였다. 이 방법은 주로 격변화나 어형 변화 등 문법 규칙과 어휘 암기, 번역과 쓰기 등에 집중하였다. 당대의 학교에서 외국어 교육이란 그리스 및 라틴 시대의 문헌을 읽을 수 있도록 하는 교육에 한정되어 있었다.
그러다 18-19세기에 이르러 서구의 학교에서 다른 언어도 외국어로 가르치게 되었는데, 교수법으로 고전적 교수법이 그대로 수용되었다. 당시에 외국어를 포함한 언어를 배운다는 것은 마치 언어학자가 되는 것이 주요한 목표였지, 말하기와 듣기, 즉 음성적 의사소통을 포함하지는 않았다. 따라서 고전적 교수법을 활용한 외국어 수업은 모어로 진행되어 학습자가 외국어로 의사소통할 기회는 거의 없었으며, 텍스트는 문법적 분석이나 번역을 위해서만 사용되었지 그 내용에는 관심이 없었다. 이 고전적 교수법이 19세기에 문법 번역식 교수법이라는 이름으로 알려지게 되었다.

## 특징
1. 모국어를 목표언어로 번역하는 데 많은 시간이 걸린다.
2. 문법을 연역적으로 가르친다.
3. 읽기, 쓰기 이외의 말하기와 듣기 실력에 도움이 되지 않는다.

## 한국과 일본에서의 영향
이 교수법은 한국과 일본이 사용하는 영어 교육 방식 중 하나이다. 그 영향과 이유를 포괄적으로는 경제, 역사, 교육 등으로 볼 수 있다.

### 역사적 영향
일본은 더욱 빨리 근대화로 나아가자는 취지에서 아예 일본어를 없애고 영어를 공용어로 사용하자고 주장했는데, 바바 다쓰이가 국가 내 계급 간 소통 문제를 반론으로 제기하자, 정부는 영어 수준과 상관없이 국민이 서양 기술을 쉽게 접할 수 있도록 영어를 교육시키려고 했다. 그러는 과정에서 영어 학습이 ‘번역 위주의 교육’으로 자리 잡게 되었다. 한국의 영어교육은 경술국치 이전까지는 직접식 교수법으로 진행되었다가 일본 식민지배의 영향을 받아 번역식으로 바뀌었는데 해방된 이후 현재까지도 이 교육 방식이 계속 이어지고 있다.

### 교육에서의 영향
문법 번역식 교수법을 외국어 교육 방식에서 오랫동안 사용한 국가들이 교수법을 직접식 교수법으로 갑자기 바꾸려고 하면 혼란과 어려움이 뒤따른다. 그에 대한 것은 다음과 같다.
1. 학교에서 원어민이 필요한 수에 따라 지불해야 할 비용이 커져 국가가 경제적 곤란을 겪을수도 있다. 그런데 문법 번역식 교수법은 그에 대한 경제적 부담을 줄여준다.
2. 수업에서 대규모 인원의 학생들을 같은 방식으로 통제시키기가 직접식 교수법을 시행할 때의 수업보다 쉽다.
3. 시험 출제에 쉽다.
4. 교사에게 유창한 회화 능력이 없더라도 학생을 가르칠 수 있다.
5. 문법 번역식 교수법으로 교육하던 과외, 학원 등의 강사들이 직접식 교수법으로 교육 방식을 적용시키기에 익숙지 않다.

## 같이 보기
- 문법 교수
- 실용영어
- 영어시험
- 영어교육

## 참고 문헌
- Brown, H. Douglas (2001). 《원리에 의한 교수》. 번역 권오량; 김영숙; 한문섭. 제2판. 서울: Pearson Education Korea. ISBN 8945090061.
- 강현화; 원미진 (2017). 《한국어 교육학의 이해와 탐구》. 서울: 한국문화사. ISBN 9788968175466.